# Маковский, Спартак Иосифович
Спарта́к Ио́сифович Мако́вский (27 ноября 1920 — 27 марта 2000) — командир эскадрильи 43-го истребительного авиационного полка 8-й воздушной армии 4-го Украинского фронта, старший лейтенант. Герой Советского Союза (1944).

## Биография

### Ранние годы
Спартак Маковский родился 27 ноября 1920 года в городе Павлодаре (Казахстан) в семье украинского рабочего. Окончил 7 классов в городе Запорожье. Работал на заводе «Запорожсталь», учился в аэроклубе.
В 1937 году Маковский вступил в ряды Красной Армии. В 1939 году окончил Качинскую военную авиационную школу пилотов.

### Участие в Великой Отечественной войне
С апреля 1943 года Спартак Маковский принимал участие в боевых действиях на фронтах Великой Отечественной войны. В ходе битвы за Кавказ командир звена 43-го истребительного авиационного полка (278-я истребительная авиационная дивизия, 3-й истребительный авиационный корпус, 4-я воздушная армия, Северо-Кавказский фронт) старший лейтенант Маковский в воздушном бою возле станицы Крымской Краснодарского края 3-го мая 1943 года лобовой атакой сбил немецкий бомбардировщик Ju-87. Через два дня, в районе станицы Ниберджаевская, Маковский записал на свой счёт Ju-88, тогда как его группа, в составе восьми Як-7Б, сбила три вражеских самолёта, не потеряв ни одного своего. 8 мая 1943 года в районе станицы Крымская Маковский таранным ударом на встречном курсе сбил истребитель Ме-109, который развалился в воздухе. Сам Маковский произвёл посадку на повреждённом самолёте, сев на фюзеляж. За эти бои Маковский был награждён орденом Красного Знамени.
К январю 1944 года старший лейтенант Маковский совершил 92 боевых вылета (34 — на Северо-Кавказском фронте и 58 — на Южном), в 49 воздушных боях сбил лично 18 и в группе 1 самолёт противника. Уничтожил значительное количество военной техники и транспортных средств противника. Отличался мужеством и храбростью в опасных ситуациях: 14 января 1944 года Маковский вылетел ведущим группы истребителей на штурмовку вражеского аэродрома под Никополем. Во время штурмовки был подбит истребитель лейтенанта И. Г. Кузнецова, который совершил вынужденную посадку. Маковский посадил свой самолёт рядом, взял Кузнецова на борт и на глазах приблизившихся на расстояние около ста метров немцев поднялся в небо.
Из подчинённой Маковскому эскадрильи за время её боевой работы орденами и медалями были награждены 19 человек. В представлении к высшей награде было сказано, что сам командир обладает исключительными организаторскими способностями: личный состав был прекрасно обучен, и не было ни одного случая, чтобы эскадрилья или кто-то из лётчиков не выполнил боевое задание.
Указом Президиума Верховного Совета СССР от 13 апреля 1944 года за образцовое выполнение заданий командования в борьбе против немецко-фашистских захватчиков и проявленные при этом мужество и героизм старшему лейтенанту Спартаку Иосифовичу Маковскому было присвоено звание Героя Советского Союза с вручением ордена Ленина и медали «Золотая Звезда» (№ 1311).
Всего за время войны Маковский лично сбил 25 и в группе 3 самолёта противника.

### После войны
После войны Маковский окончил Высшие лётно-тактические курсы усовершенствования офицерского состава. С 1958 года полковник Маковский — в запасе. Был начальником аэроклуба в Свердловске, который при нём занимал лидирующие места в первенствах среди аэроклубов страны. В дальнейшем, Маковский вернулся и проживал в Запорожье.
27 марта 2000 года Спартак Иосифович Маковский скончался.
Решением Запорожского горсовета от 16 марта 2016 года, бывшая улица Косыгина в Шевченковском районе города, переименована в улицу Спартака Маковского.

## Награды
- Медаль «Золотая Звезда» (№ 1311).
- Орден Ленина.
- Орден Красного Знамени (трижды).
- Орден Александра Невского.
- Орден Отечественной войны 1 степени.
- Орден Красной Звезды.
- Медали.